# Communistische Partij van Nepal

Vlag van de Communistische Partij van Nepal.

De Communistische Partij van Nepal was een Nepalese communistische partij die op 29 april 1949 in Calcutta (India) werd opgericht. Puspa Lal werd tot secretaris-generaal gekozen. De CPN keerde zich tegen het feodalisme en het anti-democratische bewind van Rana-familie (de "erfelijke" premiers) in Nepal. De CPN nam actief deel aan de volksopstand van 1951 die een einde maakte aan het Rana-bewind. 

## Eerste periode
Tijdens het Eerste Partijcongres van 1954, dat clandestien werd gehouden, werd Man Mohan Adhikari tot secretaris-generaal gekozen. In 1957 werd er een Tweede Partijcongres gehouden in Kathmandu. Dit congres vond legaal plaats. Keshar Jung Rayamajhi werd tot secretaris-generaal gekozen.

## Verbod
In 1960 pleegde koning Mahendra van Nepal een staatsgreep en verbood in 1961 alle politieke partijen. In 1962 ging er een nieuwe grondwet van kracht. Volgens deze grondwet mocht de bevolking maar 15% van de parlementariërs kiezen, terwijl de overige 85% door de koning werd aangesteld. De communisten werden zeer vervolgd, toch behield secretaris-generaal Rayamajhi vertrouwen in de koning en hoopte hij dat de vorst de democratische grondwet spoedig weer zou herstellen. Er ontstonden 3 stromingen binnen de CPN, een pro-monarchistische en pro-constitutionele stroming die Rayamajhi volgde, een radicalere stroming die Puspa Lal volgde en naar een democratische revolutie streefde, en ten slotte een stroming die naar een nieuwe grondwet streefde en onder leiding stond van Mohan Bikram Singh.
In 1962 hielden de radicale secties een Derde Partijcongres in Benares (India). Bij het congres werd Tulsi Lal Amatya tot secretaris-generaal gekozen. Aldus werd de partij in tweeën verdeeld, namelijk de Communistische Partij van Nepal (Amatya) en de Communistische Partij van Nepal (Rayamjhi).